# Лате арт
Лате арт (у оригиналу latte art, од итал. latte — „млеко“ и енгл. art — „уметност“) је начин припреме еспресо кафе са млеком - кафе лате, при ком се након сипања кафе у шољицу на површини кафе праве слике од млека. Слике се праве Испуштањем млечне микропене кроз специјалне млазнице на апарату за еспресо, али и једноставним „цртањем“ у горњем слоју пене. Ове слике је доста тешко доследно стварати. Њихов квалитет зависи како од квалитета млазнице и самог апарата, тако и од квалитета млека, а такође и од искуства бармена. Овакво украшавање није ограничено само на кафу, већ се примењује и код других топлих напитака којима се додаје млечна пена, попут капућина и топле чоколаде.

## Историја
Популаризацијом еспресо кафе и кафе лате, верзије са додатком млека, лате арт се развијао независно у различитим земљама. Претпоставља се да је идеја прво настала у Италији. Амерички инжењер Дејвид Шумер, познат по својим иновацијама у индустрији кафе, говорећи о лате арт феномену, описује употребу шејкера као "стандард у свету италијанског припремања еспреса", што указује да је већ тада овај начин служења еспреса већ био добро познат у Италији.
У Сједињеним Америчким Државама, лате арт је развијена у Сијетлу 1980-их и 1990-их година, а посебно ју је популаризовао Дејвид Шумер. Усавршавање микропене Шумер је приписао бармену Џеку Келију из Сијетла 1986. године, а до 1989. године већ је успостављен мотив срца и потпис. До 1992. Шумер је развио и мотив розете, реконструишући технику на основу фотографије из једног кафеа у Италији. Касније је популаризовао лате арт кроз курс „Caffe Latte Art“. У исто време упознао је италијана Луиђија Лупија (Luigi Lupi) и преко интернета су разменили видео записе. Лупи је касније развио мотиве Тулипан (Tulip) у Салоницио (Salonicco), које је промовисао на излоби 2004.

## Хемија
Лате арт захтева мешавину два колоида: еспреса, који је емулзија уља од кафе и куване кафе и микропене, пене која се ствара од mehurića vazduha у млеку. Само по себи млеко је раствор млечне масти (маслаца) у води, док је кафа мешавина чврстих састојака кафе и воде. Ниједан од ових колоида није стабилан, оба се разграђују у року од неколико секунди, тако да лате арт слике трају веома кратко.

## Техника
Лате арт захтева прављење еспресса са млеком и микропеном, а затим њихово комбиновање, да би се створиле лате арт слике.
Пре додавања млека припремљени еспресо мора имати кремасто смеђу површину. Наношењем беле млечне пене на црвенкасто-смеђу површину ствара се контраст и појављује се дизајнирана слика. Како се млеко сипа, пена се одваја од течности и издиже према врху. Ако су млеко и кафа квалитетни, а бокал се помера током точења, на површини ће се створити жељени мотив. Мотив се може креирати и штапићем после сипања млека.
Међу љубитељима кафе постоје дилеме око тога да ли бармен треба превише да се фокусира на лате арт или не. Аргумент је да поклањање превише пажње визуелном изгледу може довести до запостављања важнијег питања - укуса самог напитка. Ово посебно важи за бармене почетнике.

## Стилови
Постоје два основна поступка прављења лате арт слика: слободним наливањем млека из бокала и "цртањем" мотива помоћу штапића после доливања млека. Слободно наливање је много чешће у америчким кафићима и захтева мало додатног времена за припрему напитка.

### Израда мотива директним наливањем из бокала
Два најчешћа мотива која се праве наливањем млека су облик срца и розета, позната и као „папрат“, која подсећа на цвеће или папрат. Мотив срца је једноставнији и чешће се користи код макијата, док су розете сложеније и чешће код кафе лате.
За прављење слика наливањем шољица се држи равно или нагнута на једну страну. Како се млеко сипа равно у шољу, пена почиње да исплива на једну страну (због нагиба). Бармен затим помера бокал с једне на другу страну док изравнава шољицу, или једноставно напред-назад и завршава брзим млазом кроз претходно изливени образац. Овај брзи млаз ствара основу цветног мотива, савијајући изливени цик-цак облик у форму цвета.
Брже наливање млека и мање померања бокала даће облик срца, а уз мање варијације облик јабуке.
Могући су и сложенији мотиви, за које је често потребно неколико наливања. Неки примери напредних лате арт мотива су лале, таласасто срце, лабуд или чак шкорпион.

### Израда слика у већ наливеној пени
Мотиви који се стварају у већ наливеној пени се крећу од једноставних геометријских облика до сложених цртежа, као што су стилизоване животиње и цвеће. Обично се изводе помоћу штапића за мешање кафе. Овако направљени мотиви обично трају краће од оних креираних директним наливањем, јер се пена брже раствара.
Грубљи, али бржи метод за украшавање капућина је сипање чоколаде у праху кроз метални шаблон на коме је урезан одређени мотив, најчешће цвет. Овај поступак фаворизују велики угоститељски ланци попут Коста кафе где је, у периодима дана када треба послужити велики број гостију, најважнија брзина.

## Варијанте
Лате арт се прави додавањем микропене у еспресо. Слични мотиви, иако мање ефектни, могу се постићи додавањем микропене у кувану кафу или чај. Лате арт мотиви могу се облаковати и у крему еспреса, без додавања млека.
- Мотив срца у капућину, доцртан чоколадом у праху
- Мотив лабуда са додатком чоколаде у праху
- Мотив змаја урађен помоћу шаблона
- Мотив слона